# Parapnyxia intermedialis
Parapnyxia intermedialis is een muggensoort uit de familie van de rouwmuggen (Sciaridae). De wetenschappelijke naam van de soort is voor het eerst geldig gepubliceerd in 1996 door Mohrig & Blasco-Zumeta.